# Cừu Dorset

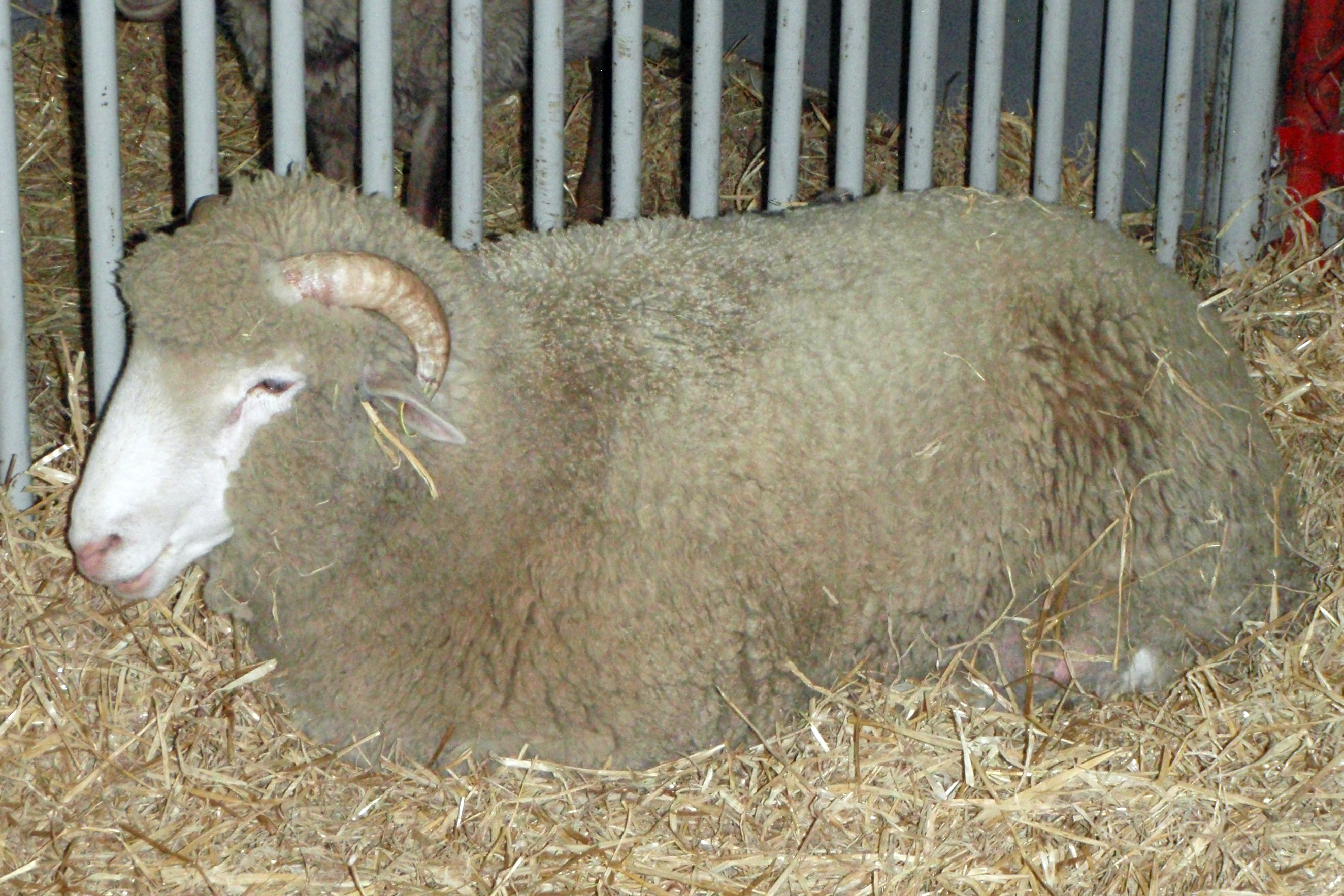
Cừu Dorset

Cừu Dorset hoặc cừu sừng Dorset là giống cừu có nguồn gốc từ nước Anh, chúng được biết đến chủ yếu để săn sóc trừu sung mãn của nó. Nó đã được biết để sản xuất hai mùa trừu mỗi năm: nuôi cừu tháng năm cho những con chiên hoàn thành vào ngày lễ, và lớn lên một lần nữa ngay sau khi săn sóc trừu đầu tiên sản xuất một lần nữa trong tháng ba hoặc tháng tư. Đây là loại hình quản lý cừu, những con cừu cái được bán với các con chiên con, đôi khi là bốn hoặc năm con chiên một năm. Trường Đại học Bắc Carolina tại Chapel Hill lấy một con cừu đực Dorset tên là Rameses, như là một linh vật biểu tượng cho trường của mình.

## Đặc điểm

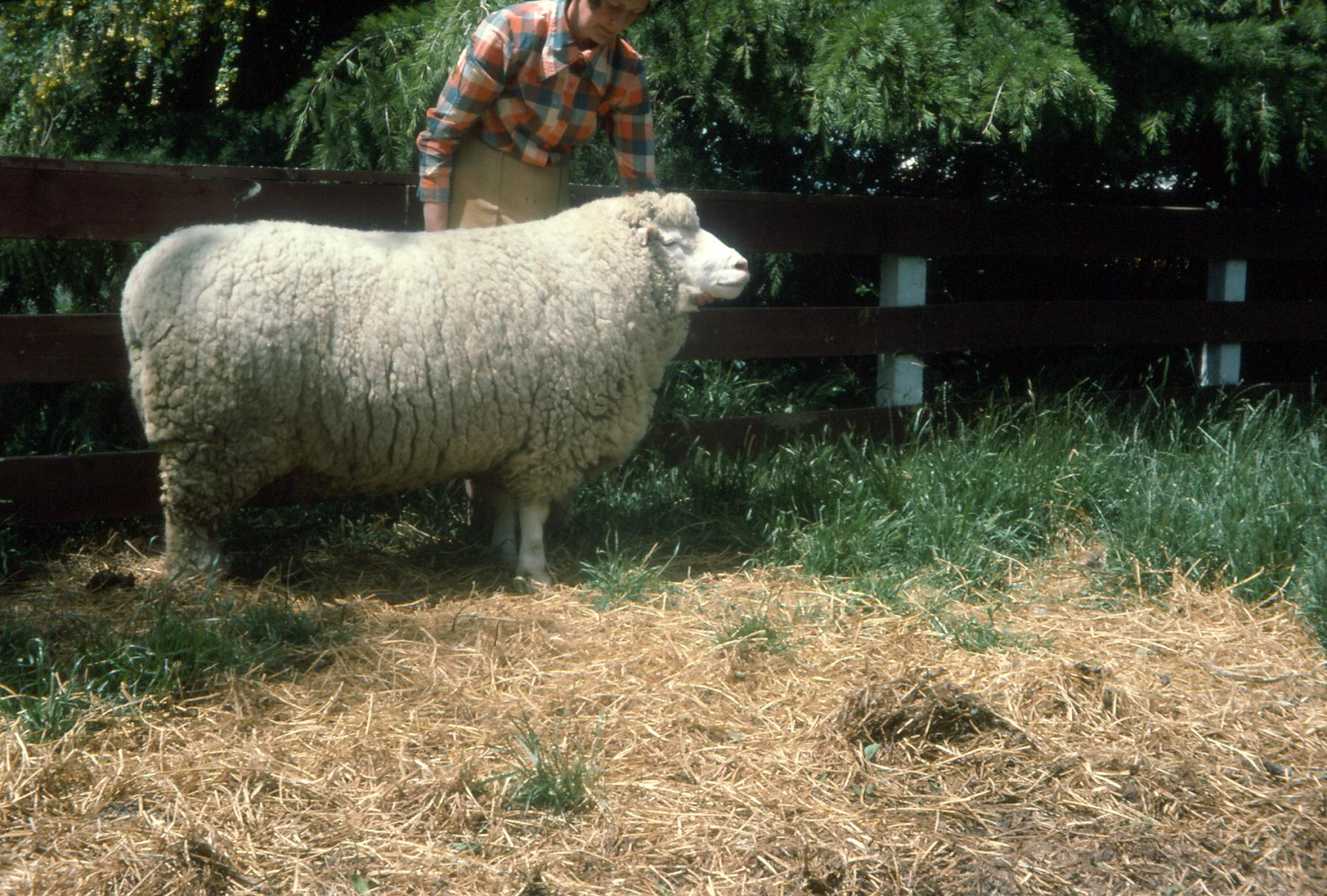

Dorset có một khuôn mặt trắng với lông cừu ngắn. Nó có một kết cấu cơ thể vững chắc, với dáng rộng và chân ngắn. Ban đầu, cả đực và con cừu cái có sừng. Những con cừu khuyết sừng Dorset có nguồn gốc trong đàn tại Đại học Bang Bắc Carolina, Raleigh, Bắc Carolina. Cả hai giới Dorset đều có sừng và tất cả các con cừu trắng và kích thước trung bình có chiều dài cơ thể tốt và cấu trúc cơ để sản xuất thịt. Các lông cừu là rất trắng, mạnh mẽ, gần gũi
Len của chúng trung bình 5-9 pounds (2,3-4,1 kg) trong một con cừu cái có năng suất từ 50% đến 70%. Chiều dài chủ yếu dao động 2,5-4 inch (6–10 cm) 2.5 inches (6 cm) đến 4 inch (10 cm). Đường kính sợi khoảng 33,0-27,0 microns. Cừu cái nặng 150 đến 200 pounds (70–90 kg) vào ngày đáo hạn, một số trong tình trạng chương trình rất tốt có thể vượt quá trọng lượng này. Cừu đực nặng 225-275 pounds (100–120 kg) vào ngày đáo hạn. Các giống cừu Somerset là có liên quan, nhưng là lớn hơn và có một cái mũi màu hồng còn của ủa Dorset là màu trắng.)
Trán chúng phẳng, xương mũi lồi ra, chúng có hố nước mắt, mõm của chúng mỏng, môi hoạt động, răng cửa sắc, nhờ đó chúng có thể gặm được cỏ mọc thấp và bứt được những lá thân cây mềm mại, hợp khẩu vị trên cao để ăn. Chúng có thói quen đi kiếm ăn theo bầy đàn, tạo thành nhóm lớn trên đồng cỏ. Trong da chúng có nhiều tuyến mồ hôi và tuyến mỡ hơn dê. Bởi thế chúng bài tiết mồ hôi nhiều hơn và các cơ quan hô hấp tham gia tích cực hơn vào quá trình điều tiết nhiệt.

## Lai tạo
Lai là một giải pháp giúp cải thiện năng suất thịt, khả năng sinh sản và len ở cừu. Các giống cừu Dorset, cừu Wiltshire Horn, cừu Romney và cừu Southdown đã được đưa vào châu Á từ khá sớm. Các con lai của chúng với cừu các giống địa phương thường sinh trưởng nhanh hơn con thuần các giống địa phương. Thậm chí cừu lai chỉ có 25% máu Dorset hay Wiltshire cũng đã tăng khối lượng lên 10% lúc sáu tháng tuổi so với cừu giống địa phương cùng tuổi. Kết quả ở Malaysia trên diện rộng cho thấy con lai giữa cừu Dorset x cái địa phương có khối lượng lúc cai sữa lớn hơn.
Để khắc phục việc hệ số di truyền về khả năng sinh sản thấp ở cừu, lai giữa các giống cũng là một giải pháp khả thi, cho cừu địa phương cừu Malaysia lai với cừu Dorset Horn đã làm tăng số con lên 1,5 con/lứa và khối lượng sơ sinh lên đến 2,1-2,3 kg/con. Tuy nhiên, do khả năng chịu nhiệt kém và thích ứng kém của cừu Dorset nên con lai không phát triển được. Ở Malaysia kết quả con lai giữa cừu đực Dorset với cừu cái địa phương có tỷ lệ đẻ cao hơn và khối lượng lúc cai sữa lớn hơn. Lai cũng là biện pháp khả thi để cải thiện hệ số di truyền về khả năng sinh sản thấp ở cừu.
Cho cừu địa phương Malaysia lai với cừu Dorset Horn đã làm tăng số con lên 1,5/lứa và khối lượng sơ sinh lên đến 2,1-2,3 kg/con. Trên 4 giống cừu nuôi ở Malaysia có tốc độ tăng khối lượng trước cai sữa lần lượt 121,2; 87; 81; và 71 gam/con/ngày và sau cai sữa lần lượt: 51,5; 59,0;51 và 38 gam/con/ngày đối với Dorset Horn, ½ Dorset Horn, 3/4 Dorset Horn và cừu Malin. Giống cừu Dorper là một giống cừu khỏe mạnh, bắt đầu nghiên cứu từ những năm 1930, được lai tạo giữa cừu Black-headed Persian và cừu Dorset Horn.
Tuy nhiên, do khả năng chịu nhiệt kém và thích ứng kém của cừu Dorset nên con lai không phát triển được. cho rằng cừu nhiệt đới có tỷ lệ thịt nạc cao hơn cừu ôn đới, nhưng có tỷ lệ mỡ thấp hơn cừu ôn đới. Cừu Dorset (32 đực và 32 cái) đã được nuôi trong hai môi trường khác nhau là ấm và lạnh với nhiệt độ trung bình 10,9 ±78 0c và - 2±28 0C. Ưu thế lai được tính HV = Trung bình của con lai về một tính trạng nào đó – trung bình của bố mẹ chúng về tính trạng đó. Cho lai cừu Suffolk và cừu Dorset với nhau, sẽ có hai loại con lai F1 là Suffolk x Dorset và Dorset x Suffolk. Nếu khối lượng hiệu chỉnh sau cai sữa lúc 60 ngày của cừu là: Suffolk = 62 lb; Dorset = 52 lb; Suffolk x Dorset = 61 lb và Dorset x Suffolk = 59 lb.

## Chăn nuôi

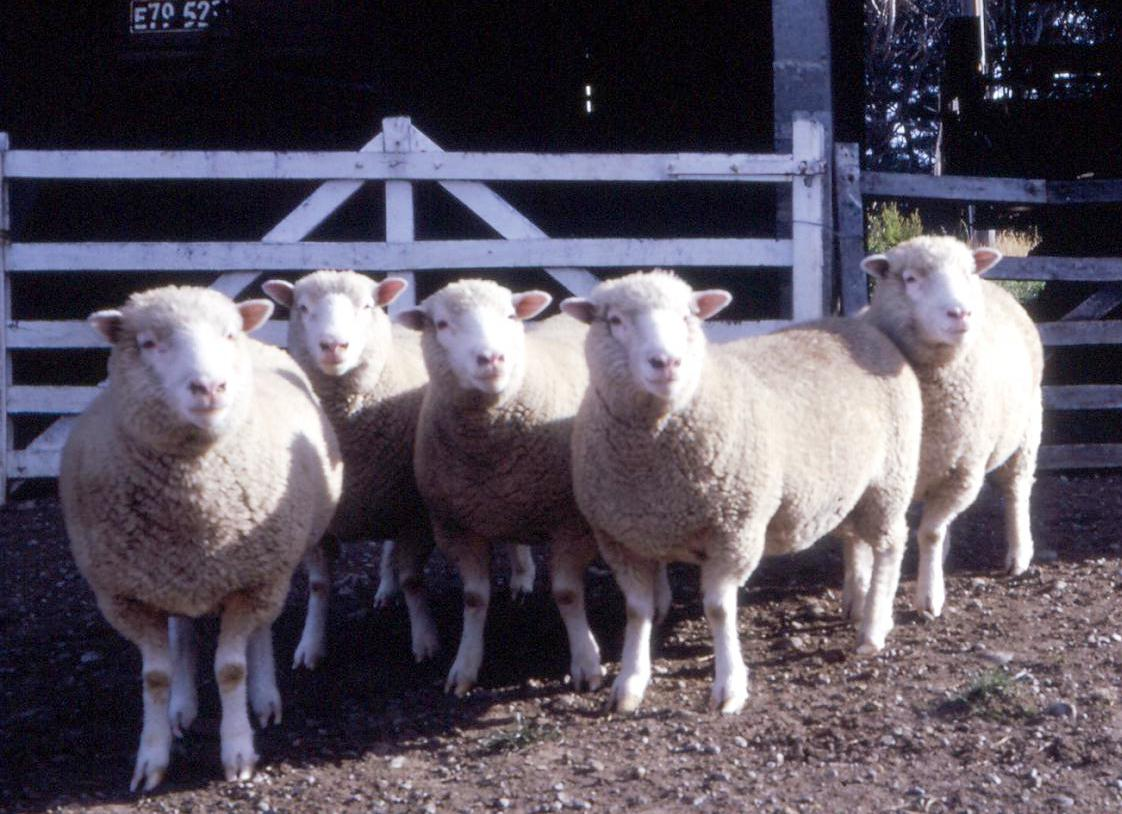

Chúng có tính bầy đàn cao nên dễ quản lý, chúng thường đi kiếm ăn theo đàn nên việc chăm sóc và quản lý rất thuận lợi. Chúng cũng là loài dễ nuôi, mau lớn, ít tốn công chăm sóc. So với chăn nuôi bò thì chúng là vật nuôi dễ tính hơn, thức ăn của chúng rất đa dạng, thức ăn của chúng là những loại không cạnh tranh với lương thực của người. Chúng là động vật có vú ăn rất nhiều cỏ.
Hầu hết chúng gặm cỏ và ăn các loại cỏ khô khác, tránh các phần thực vật có gỗ nhiều. Chúng có chế độ hoạt động ban ngày, ăn từ sáng đến tối, thỉnh thoảng dừng lại để nghỉ ngơi và nhai lại. Đồng cỏ lý tưởng cho chúng như cỏ và cây họ Đậu. Khác với thức ăn gia súc, thức ăn chính của chúng trong mùa đông là cỏ khô.
Chúng là loài ăn tạp, có thể ăn được nhiều loại thức ăn bao gồm thức ăn thô xanh các loại như: rơm cỏ tươi, khô, rau, củ quả bầu bí các loại, phế phụ phẩm công nông nghiệp và các loại thức ăn tinh bổ sung như cám gạo ngũ cốc. Mỗi ngày chúng có thể ăn được một lượng thức ăn 15-20% thể trọng. Chúng cần một lượng thức ăn tính theo vật chất khô bằng 3,5% thể trọng. Với nhu cầu 65% vật chất khô từ thức ăn thô xanh (0,91 kg) và 35% vật chất khô từ thức ăn tinh (0,49 kg). Khi cho chúng ăn loại thức ăn thô xanh chứa 20% vật chất khô và thức ăn tinh chứa 90% vật chất khô.
Nguồn nước uống là nhu cầu cơ bản của chúng. Lượng nước cần cho chúng biến động theo mùa và loại và chất lượng thực phẩm mà chúng tiêu thụ. Khi chúng ăn nhiều trong các tháng đầu tiên và có mưa (kể cả sương, khi chúng ăn vào sáng sớm), chúng cần ít nước hơn. Khi chúng ăn nhiều cỏ khô thì chúng cần nhiều nước. Chúng cũng cần uống nước sạch, và có thể không uống nếu nước có tảo hoặc chất cặn. Trong một số khẩu phần ăn của chúng cũng bao gồm các khoáng chất, hoặc trộn với lượng ít.

## Chăm sóc
Sau khi cho phối giống 16-17 ngày mà không có biểu hiện động dục lại là có thể cừu đã có chửa, Căn cứ vào ngày phối giống để chuẩn bị đỡ đẻ cho cừu (thời gian mang thai của cừu 146-150 ngày) nhằm hạn chế cừu sơ sinh bị chết; Có thể bồi dưỡng thêm thức ăn tinh và rau cỏ non cho cừu có chửa nhưng tuyệt đối tránh thức ăn hôi mốc; Khi có dấu hiệu sắp đẻ (bầu vú căng, xuống sữa, sụt mông, âm hộ sưng to, dịch nhờn chảy ra, cào bới sàn…) nên nhốt ở chuồng riêng có lót ổ rơm và chăn dắt gần, tránh đồi dốc.
Thông thường cừu mẹ nằm đẻ nhưng cũng có trường hợp đứng đẻ, tốt nhất nên chuẩn bị đỡ đẻ cho cừu; Sau khi đẻ cừu mẹ tự liếm cho con. Tuy nhiên, vẫn phải lấy khăn sạch lau khô cho cừu con, nhất là ở miệng và mũi cho cừu con dễ thở. Lấy chỉ sạch buộc cuống rốn (cách rốn 4–5 cm), cắt cuống rốn cho cừu con và dùng cồn Iod để sát trùng; Giúp cừu con sơ sinh đứng dậy bú sữa đầu càng sớm càng tốt (vì trong sữa đầu có nhiều kháng thể tự nhiên); Đẻ xong cho cừu mẹ uống nước thoải mái (có pha đường 1% hoặc muối 0.5%).
Cừu con trong 10 ngày đầu sau khi đẻ cừu con bú sữa mẹ tự do; Từ 11-21 ngày tuổi cừu con bú mẹ 3 lần/ngày, nên tập cho cừu con ăn thêm thức ăn tinh và cỏ non, ngon; 80-90 ngày tuổi có thể cai sữa. Giai đoạn này phải có cỏ tươi non, ngon cho cừu con để kích thích bộ máy tiêu hóa phát triển (đặc biệt là dạ cỏ) và bù đắp lượng dinh dưỡng thiếu hụt do sữa mẹ cung cấp không đủ; Cừu sinh trưởng và phát triển nhanh, mạnh ở giai đoạn này.